# جوزيف بلاتو
جوزيف أنطوان فيرديناند بلاتو (بالإنجليزية: Joseph Plateau؛ 14 أكتوبر 1801 – 15 سبتمبر 1883) هو رياضياتي، وفيزيائي، وعالم بلجيكي.
وكان عضواً في الجمعية الملكية، والأكاديمية البروسية للعلوم، والأكاديمية الملكية الهولندية للفنون والعلوم .أخترع بلاتو منظار الفيناكيستوسكوب، هو أول جهاز رسوم مُتحركة يخلق وهمًا للحركة. توفي في غنت، عن عمر يناهز 82 عاماً.

## مناصب وهيئات
أدار جامعة خنت.

## سيرته
أرسله والده الرسام أنطوان بلاتو الذي أراد أن يجعل ابنه فنانًا إلى أكاديمية الرسم. عاد يتيما في الرابعة عشرة من عمره، وبدعم من عمه عاد إلى التعليم العام وتابع دراسته في Royal Athénée في بروكسل. في عام 1822 دخل جامعة لييج وتخرج في الفيزياء والرياضيات في عام 1829. تم تعيينه أستاذاً للفيزياء التجريبية في جامعة غنت عام 1835 .
اشتهر ببحثه عن ثبات الشبكية، واخترع الفيناكيستوسكوب في عام 1832 ورسم قواعد من شأنها أن تكون بمثابة أساس لاختراع السينما.  تسمح هذه "اللعبة العلمية " بتوليف حركة دورية من سلسلة من الرسومات مرتبة على قرص مثقوب بالشقوق. تم تصميم بعض الرسوم المتحركة لهذه الأقراص من قبل الرسام البلجيكي جان باتيست مادو . في عام 1836، قدم مجهر الدم، والذي يسمح بإعادة تكوين صورة ثابتة عن طريق تراكب صورتين متحركتين، والذي يصفه بأنه "نوع جديد تمامًا من صورة بصرية مشوهة.
من المفترض أن تكون تجاربه على ثبات الشبكية على وجه الخصوص، هي السبب في فقده للبصر إذ أنه خلال صيف عام 1829 ، أجبر نفسه على تثبيت الشمس بالعين المجردة خلال 25 ثواني لتحليل العواقب الجسدية، فاحترقت شبكية العين ولم يبصر إلا بعد عدة أيام، وأصبح أعمى نهائيًا بعد أربعة عشر عامًا في عام 1843، فمن المحتمل أن حالته ناتجة عن التهاب القزحية التقليدي. كما يدرس ظواهر الشعرية والشد السطحي، مستمدًا من ملاحظاته على أفلام هضبة الصابون التي تنطبق على الحد الأدنى من الأسطح .
منذ فبراير 2009 ، تحمل غرفة اسمه في متحف بروكسل السينمائي.

## روابط خارجية
- جوزيف بلاتو على موقع الموسوعة البريطانية (الإنجليزية)